# Aemylurgis xanthoclina
Aemylurgis xanthoclina är en fjärilsart som beskrevs av Edward Meyrick 1936. Aemylurgis xanthoclina ingår i släktet Aemylurgis och familjen spinnmalar. Inga underarter finns listade i Catalogue of Life.